# باشگاه فوتبال قهرمانان میوند
قهرمانان میوند (به پشتو: د میوند اتلان) یک باشگاه فوتبال در افغانستان است که در لیگ برتر این کشور به رقابت می‌پردازد. این تیم در اوت ۲۰۱۲ با تشکیل لیگ برتر افغانستان تأسیس شد و بازیکنانش از طریق تشکیلاتی موسوم به میدان سبز گزینش شدند. تیم قهرمانان میوند، منطقهٔ جنوب غربی افغانستان را نمایندگی می‌کند.